# 韋法頓
韋法頓（葡萄牙語：Weverton Rangel Ribeiro，2002年1月26日—），生於巴西安格拉杜斯雷斯，巴西足球運動員，司職左閘，現時效力香港超級聯賽球會大埔。

## 球會生涯

### 北區
2023年8月13日，北區宣佈韋法頓加盟球隊。

### 大埔
2024年7月18日，大埔宣佈韋法頓加盟球隊。

## 榮譽
大埔
- 香港超級聯賽冠軍（2024–25）

## 外部連結
- 香港足球總會網頁球員註冊資料
- Transfermarkt